# Mutoscópio

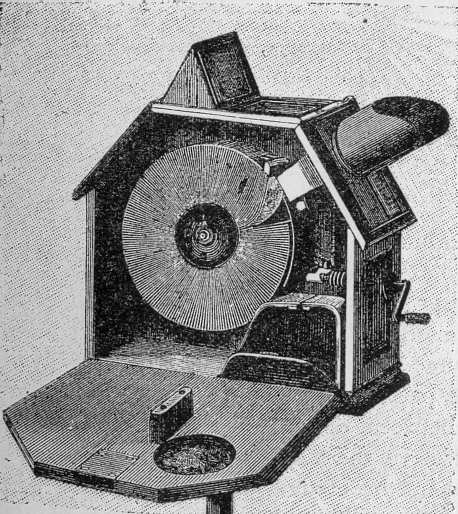
Um mutoscópio aberto.

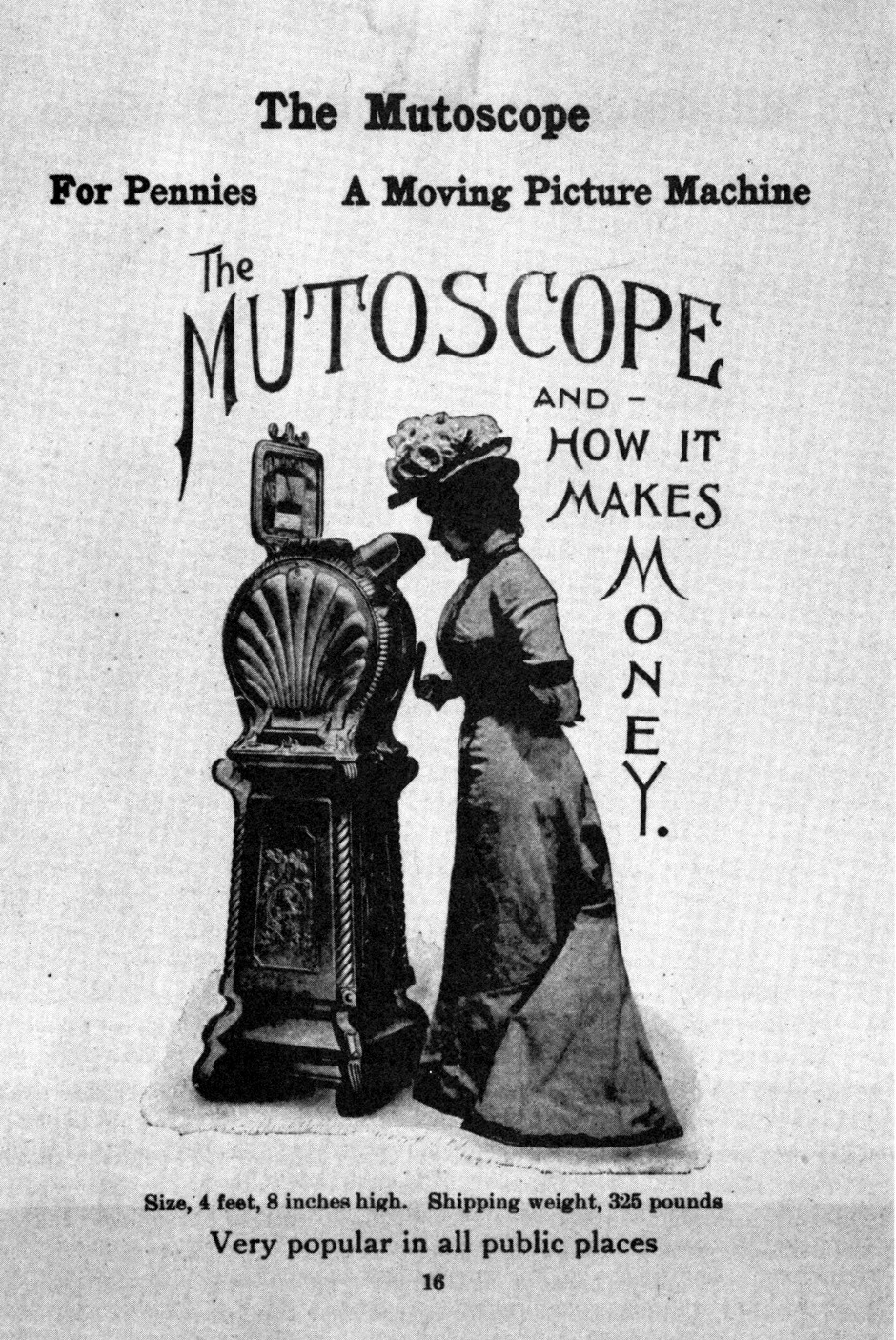
Um anúncio comercial do mutoscópio de 1899.

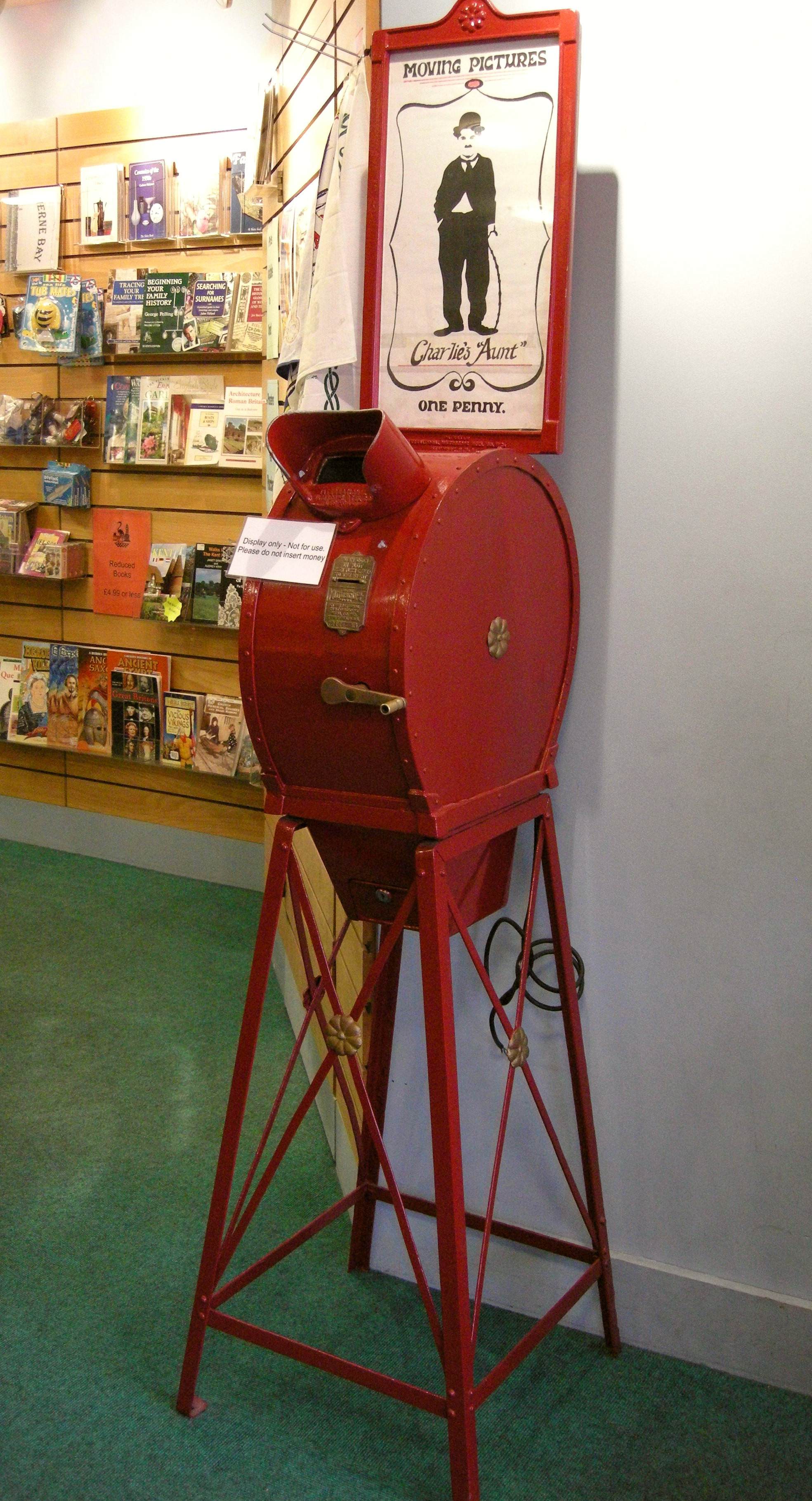
Mutoscópio no Herne Bay Museum.

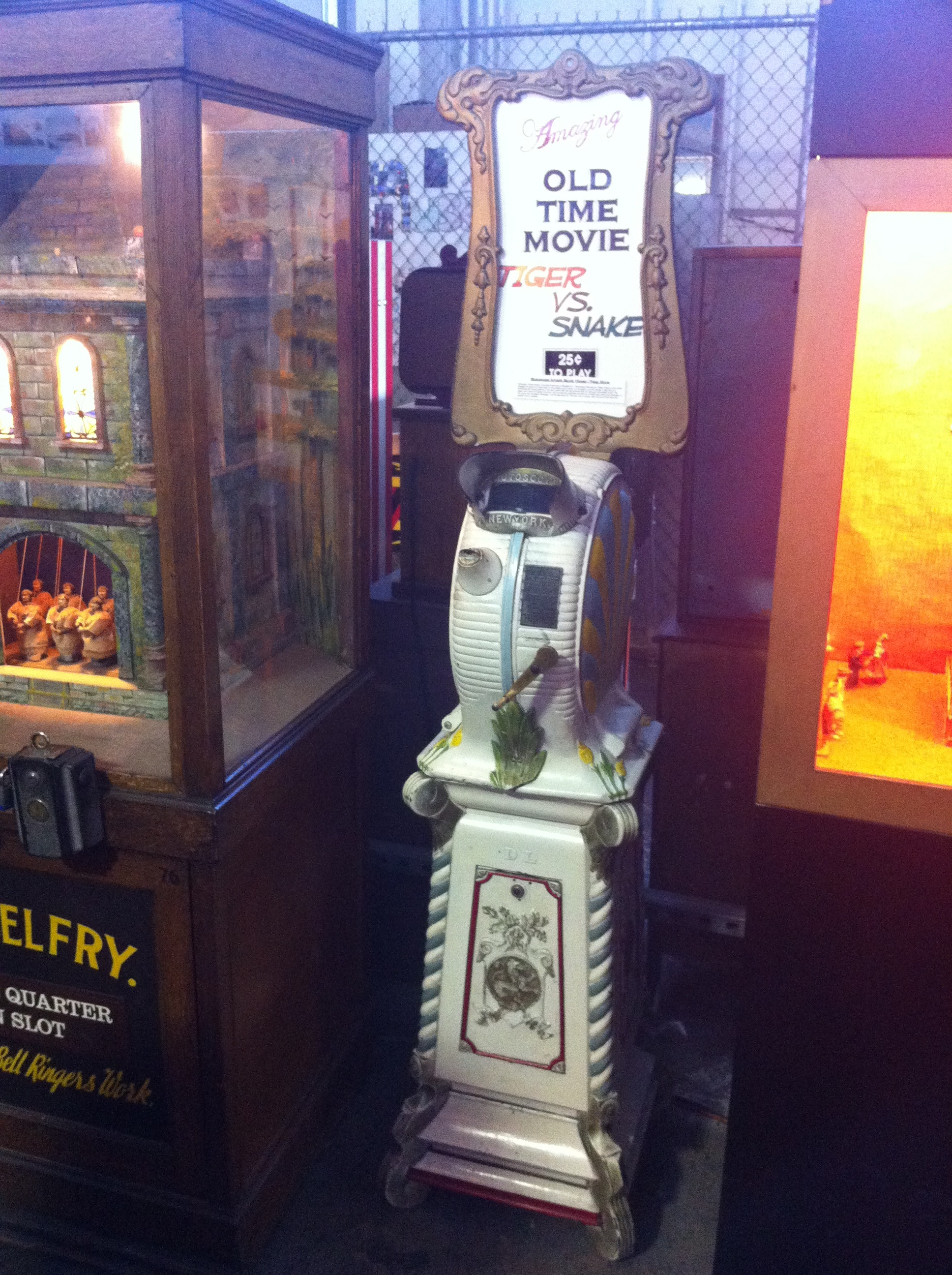
Mutoscópio no antigo fliperama de São Francisco.

O mutoscópio foi um antigo dispositivo cinematográfico, inventado por William Kennedy Dickson e Herman Casler e mais tarde patenteado por Herman Casler em 21 de novembro de 1894. Como o cinetoscópio de Thomas Edison, ele não foi projetado em uma única imagem e apenas podia ser visualizado por uma pessoa de cada vez. Ele era mais barato e simples do que o cinetoscópio, e o sistema, comercializado pela American Mutoscope Company (mais tarde a American Mutoscope and Biograph Company), rapidamente dominou o negócio de filmes peep show.

## Funcionamento
O mutoscópio funcionava com o mesmo princípio que o folioscópio. Os quadros de imagem individuais eram impressões fotográficas convencionais em preto e branco e prata, em cartões opacos e flexíveis. Em vez de serem encadernados em um livreto, os cartões eram presos a um núcleo circular, como um imenso Rolodex. Um rolo normalmente continha cerca de 850 cartões, proporcionando um tempo de exibição de cerca de um minuto. O rolo com cartões anexados tinha um diâmetro total de cerca de 10 polegadas (25 cm); os cartões individuais tinham dimensões de aproximadamente 2 3⁄4 in × 1 7⁄8 in (7.0 cm × 4.8 cm).
Mutoscópios eram operados por moedas. O usuário visualizava os cartões através de uma única lente fechada por um capuz, semelhante à capa de um estereoscópio. As cartas eram geralmente acesas eletricamente, mas o carretel era acionado por meio de uma manivela de engrenagem. Cada máquina possuía apenas um rolo e era dedicada à apresentação de uma obra curta, descrita por um pôster afixado na máquina.
O usuário podia controlar a velocidade da apresentação apenas em um grau limitado. A manivela podia ser girada em ambas as direções, mas isso não revertia o movimento do carretel. O usuário também não podia prolongar o tempo de visualização interrompendo a manivela, porque as imagens flexíveis eram dobradas na posição de visualização adequada pela tensão aplicada a partir da manivela para a frente. Parar a manivela reduzir a tensão para a frente nos rolos, fazendo com que o rolo retroceda e a imagem se mova da posição de visualização; uma mola no mecanismo apagava a luz e, em alguns modelos, abria um obturador que bloqueava completamente a imagem.

## Fabricação
Os mutoscópios foram originalmente fabricados de 1895 a 1909 para a American Mutoscope Company, mais tarde American Mutoscope and Biograph Company (1899), empresa da Marvin & Casler Co., Canastota, Nova Iorque, formada por dois dos gerentes fundadores da American Mutoscope Company. Na década de 1920, o mutoscópio foi licenciado para William Rabkin, que fundou sua própria empresa, a International Mutoscope Reel Company, que fabricava novos rolos e também máquinas de 1926 a 1949. O termo "Mutoscópio" não é mais uma marca registrada nos Estados Unidos.

### O mutoscópio de Santos Dumont
Um dos itens que compõe a Coleção Santos Dumont, do Museu Paulista da USP, é um carretel de mutoscópio produzido em 1901 pela American Mutoscope and Biograph Company. O carretel com 1 339 cartões fotográficos - 658 cartões com imagem e 681 cartões brancos ou pretos - quando animados pelo mutoscópio exibiam a imagem sequencial de Santos Dumont apresentando para a câmera o que aparenta ser o projeto de um invento. O filme foi gravado em Londres e exibido em 3 de dezembro de 1901, mas por muitos anos a existência de uma cópia do registro permaneceu desconhecida. A partir das pesquisas feitas no acervo do Museu, pelo cineasta Carlos Adriano, foi, então, descoberto o carretel e feita a restauração e edição digital do arquivo.
Apesar do mutoscópio ser um aparelho destinado a exibir imagens em loop para um espectador individual, o material gravado de Dumont também pode ser exibido em uma tela para o público por causa de um projetor que comportava o formato 68 mm do filme.

## Uso
Os mutoscópios eram uma característica popular dos fliperamas e dos píeres de recreio no Reino Unido até a introdução da cunhagem decimal em 1971. Os mecanismos das moedas eram difíceis de converter e muitas máquinas foram destruídas posteriormente; alguns foram exportados para a Dinamarca, onde a pornografia havia sido legalizada recentemente. A instalação típica no fliperama incluía várias máquinas que ofereciam uma mistura de tarifas. Nos primeiros dias e durante o renascimento, essa mistura geralmente incluía bobinas de "garotas", que variavam de risqué a pornografia de soft-core. No entanto, era comum que esses rolos tivessem títulos sugestivos que implicavam mais do que o rolo realmente entregue. O título de um desses rolos, What the Butler Saw, tornou-se uma palavra-chave, e os mutoscópios são comumente conhecidos no Reino Unido como "What-the-Butler-Saw machines". (O que o mordomo viu, presumivelmente pelo buraco da fechadura, foi uma mulher parcialmente se despindo).

## Resposta do público
O The San Francisco Call publicou um pequeno trecho sobre o mutoscópio em 1898, que afirmava que o dispositivo era extremamente popular: "Vinte máquinas, todas as vistas diferentes e divertidas [...] estão lotadas dia e noite com turistas". No entanto, apenas alguns meses depois, o mesmo jornal publicou uma grade editorial contra o mutoscópio e máquinas similares: "... um novo instrumento foi colocado nas mãos dos cruéis pela corrupção da juventude. [...] Essas exposições cruéis são exibidas em São Francisco com um descaramento tão audacioso quanto desavergonhado".
Em 1899, o The Times também imprimiu uma carta investigando "mostras cruéis e desmoralizantes de imagens nas máquinas à moedas. É quase impossível exagerar a corrupção dos jovens que surgem exibindo sob uma luz forte, figuras femininas nuas representados como vivendo e se movendo, entrando e saindo de banhos, sentados como modelos de artistas etc. Exposições semelhantes ocorreram em Rhyl no banheiro masculino, mas, devido à denúncia pública, elas foram interrompidas".